# Штурвальная улица (Москва)
Штурва́льная у́лица — улица, расположенная в Северо-Западном административном округе города Москвы на территории района Южное Тушино.

## История
Улица получила своё название 5 апреля 1965 года по расположению улицы на берегу Химкинского водохранилища вблизи Центрального морского клуба.

## Расположение
Штурвальная улица расположена между улицей Фабрициуса и Химкинским бульваром. К улице примыкает с северо-запада Нелидовская улица, затем с северо-востока — Парусный проезд. Нумерация домов начинается от улицы Фабрициуса.

## Примечательные здания и сооружения
По нечётной стороне:
По чётной стороне:

## Транспорт

### Метро
Станция метро «Сходненская» Таганско-Краснопресненской линии расположена в 400 метрах к западу от конца улицы.

### Наземный транспорт
По Штурвальной улице не проходят маршруты наземного общественного транспорта. У юго-восточного конца улицы, на улице Фабрициуса, расположена остановка «Штурвальная улица» автобусов Т, 62, 678, у северо-западного, на Химкинском бульваре, — остановка «Химкинский бульвар» автобусов 96, т70.